# Collegio uninominale Toscana - 03 (Senato della Repubblica 2017)
Il collegio elettorale uninominale Toscana - 03 è stato un collegio elettorale uninominale della Repubblica Italiana per l'elezione del Senato tra il 2017 ed il 2022.

## Territorio
Come previsto dalla legge elettorale italiana del 2017, il collegio era stato definito tramite decreto legislativo all'interno della circoscrizione Toscana.
Era formato dal territorio di 28 comuni: Abetone Cutigliano, Agliana, Altopascio, Buggiano, Cantagallo, Carmignano, Chiesina Uzzanese, Lamporecchio, Larciano, Marliana, Massa e Cozzile, Monsummano Terme, Montale, Montecarlo, Montecatini Terme, Montemurlo, Pescia, Pieve a Nievole, Pistoia, Poggio a Caiano, Ponte Buggianese, Prato, Sambuca Pistoiese, San Marcello Piteglio, Serravalle Pistoiese, Uzzano, Vaiano, Vernio.
Il collegio era parte del collegio plurinominale Toscana - 01.

## Eletti
| Elezione | Elezione | Senatore                   | Partito           |
| -------- | -------- | -------------------------- | ----------------- |
|          | 2018     | Patrizio Giacomo La Pietra | Fratelli d'Italia |

## Dati elettorali

### XVIII legislatura
Come previsto dalla legge elettorale, 116 senatori erano eletti con sistema a maggioranza relativa in altrettanti collegi uninominali a turno unico.
| Candidati              | Candidati                            | Voti    | %     | Liste                           | Voti    | %     |
| ---------------------- | ------------------------------------ | ------- | ----- | ------------------------------- | ------- | ----- |
|                        | Patrizio Giacomo La Pietra ✔️ Eletto | 98 931  | 35,69 | Lega                            | 52 452  | 18,92 |
| Forza Italia           | Patrizio Giacomo La Pietra ✔️ Eletto | 98 931  | 35,69 | 32 341                          | 11,67   |       |
| Fratelli d'Italia      | Patrizio Giacomo La Pietra ✔️ Eletto | 98 931  | 35,69 | 12 519                          | 4,52    |       |
| Noi con l'Italia - UDC | Patrizio Giacomo La Pietra ✔️ Eletto | 98 931  | 35,69 | 1 619                           | 0,58    |       |
|                        | Caterina Bini                        | 90 711  | 32,73 | Partito Democratico             | 82 567  | 29,79 |
| +Europa                | Caterina Bini                        | 90 711  | 32,73 | 5 947                           | 2,15    |       |
| Italia Europa Insieme  | Caterina Bini                        | 90 711  | 32,73 | 1 269                           | 0,46    |       |
| Civica Popolare        | Caterina Bini                        | 90 711  | 32,73 | 928                             | 0,33    |       |
|                        | Ubaldo Nannucci                      | 66 619  | 24,03 | Movimento 5 Stelle              | 66 619  | 24,03 |
|                        | Angela Riviello                      | 9 428   | 3,40  | Liberi e Uguali                 | 9 428   | 3,40  |
|                        | Mara Nistri                          | 2 912   | 1,05  | Potere al Popolo!               | 2 912   | 1,05  |
|                        | Alessandro Facchinetti               | 2 609   | 0,94  | Partito Comunista               | 2 609   | 0,94  |
|                        | Antonietta De Ieso                   | 2 590   | 0,93  | CasaPound                       | 2 590   | 0,93  |
|                        | Matteo Cappelletti                   | 1 627   | 0,59  | Il Popolo della Famiglia        | 1 627   | 0,59  |
|                        | Rosa Trinchese                       | 1 409   | 0,51  | Italia agli Italiani            | 1 409   | 0,51  |
|                        | Mario Capecchi                       | 352     | 0,13  | Per una Sinistra Rivoluzionaria | 352     | 0,13  |
| Totale                 | Totale                               | 277 188 | 100   |                                 | 277 188 | 100   |
|                        |                                      |         |       |                                 |         |       |
| Voti non validi        | Voti non validi                      | 8 917   | 3,12  |                                 |         |       |
| Votanti                | Votanti                              | 286 105 | 77,01 |                                 |         |       |
| Elettori               | Elettori                             | 371 508 |       |                                 |         |       |